# Wiesmann
Wiesmann fue un fabricante de automóviles de Alemania. La empresa fue fundada en 1985 por los hermanos Martin Wiesmann (ingeniero) y Friedhelm Wiesmann (licenciado en comercio). El logotipo de Wiesmann representa un gecko, como Wiesmann hace coches "pegado a la carretera como geckos a una pared". 
La compañía originalmente fabricaba descapotables de techo duro, que seguían haciendo. El primer roadster salió del taller en 1993. A partir de 2006, se empezaron a producir el Wiesmann MF 30 y MF roadsters y el Wiesmann GT MF 4 coupé, todos los modelos utilizan motores y las cajas de cambios de BMW. 
Wiesmann tenía planes de exportar vehículos a Estados Unidos en 2010, pero fue liquidada y desapareció en mayo de 2014.

## Modelos descontinuados
- Wiesmann Roadster.[1]

## Modelos actuales
- Wiesmann MF 30.
- Wiesmann MF 3.
- Wiesmann GT 4 MF y Wiesmann GT 4 MF - CS.[2]

## Prototipos
Vehículos prototipo que no han entrado en producción:
- Wiesmann Spyder.[3]